# Renault Scala
Der Renault Scala ist eine ausschließlich für Indien gebaute Limousine des französischen Automobilherstellers Renault. Das Fahrzeug ist eine modifizierte Version des Nissan Latio.
Die Markteinführung der Limousine war im August 2012. Produziert wurde das Fahrzeug in derselben Fabrik wie der Nissan Micra.
Für den Scala standen ein 1,5-Liter-Ottomotor und ein 1,5-Liter-Dieselmotor zur Verfügung.

## Technische Daten
|                                             | 1.5                   | 1.5 dCi               |
| Bauzeitraum                                 | 2012–2017             | 2012–2017             |
| Motorkenndaten                              |                       |                       |
| Motortyp                                    | R4-Ottomotor          | R4-Dieselmotor        |
| Hubraum                                     | 1498 cm³              | 1461 cm³              |
| max. Leistung bei min−1                     | 73 kW (99 PS) / 6000  | 63 kW (86 PS) / 3750  |
| max. Drehmoment bei min−1                   | 134 Nm / 4000         | 200 Nm / 2000         |
| Kraftübertragung                            |                       |                       |
| Antrieb, serienmäßig                        | Vorderradantrieb      | Vorderradantrieb      |
| Getriebe, serienmäßig                       | 5-Gang-Schaltgetriebe | 5-Gang-Schaltgetriebe |
| Messwerte                                   |                       |                       |
| Höchstgeschwindigkeit                       | 175 km/h              | 159 km/h              |
| Beschleunigung, 0–100 km/h                  | 14,5 s                | 14,0 s                |
| Kraftstoffverbrauch auf 100 km (kombiniert) | 5,9 l Super           | 4,6 l Diesel          |
| Tankinhalt                                  | 41 l                  | 41 l                  |